# ريتشارد بينيت كارمايكل
ريتشارد بينيت كارمايكل (بالإنجليزية: Richard Bennett Carmichael)‏ (و. 1807 – 1884 م) هو سياسي، ومحام من الولايات المتحدة الأمريكية .
وهو عضو في الحزب الديمقراطي الأمريكي .